# 왕자와 거지 (1990년 영화)
왕자와 거지(The Prince And The Pauper)는 미국에서 제작된 조지 스크리브너 감독의 1990년 애니메이션, 모험, 가족, 드라마 영화이다. 찰스 애들러 등이 주연으로 출연하였다.

## 출연

### 주연
- 찰스 애들러
- 엘비아 알먼
- 웨인 올와인
- 토니 앤셀모
- 아서 버가트
- 로이 도트라이스
- 빌 파머
- 프랭크 웰커
- 팀 이스터

## 제작진
- 원작자: 마크 트웨인